# 부왕나비
부왕나비(viceroy)는 북미대륙 원산의 나비다. 독이 있는 제왕나비를 베이츠 의태한 종으로 오랫동안 여겨져 왔고, 그래서 제왕의 대리자인 부왕이라는 이름이 붙었다. 하지만 부왕나비도 포식자들의 기피대상이 되는 것은 마찬가지라서, 오늘날에는 제왕나비와 부왕나비가 서로를 의태하며 수렴공진화한 뮐러 의태를 한 것으로 생각된다.
1990년 미국 켄터키주의 상징나비로 지정되었다.